# Giải vô địch bóng đá Đông Á 2008
Giải vô địch bóng đá Đông Á năm 2008 là giải vô địch bóng đá khu vực Đông Á lần thứ 3. Vòng loại giải này được tổ chức trong năm 2007.

## Vòng loại

### Giai đoạn 1
| Quần đảo Bắc Mariana   | 2-3      | Guam                                          |
| ---------------------- | -------- | --------------------------------------------- |
| Mark McDonald 57', 75' | Chi tiết | Alan Jamison 9' · Zachary Pangelinan 65', 78' |

| Guam | 9-0             | Quần đảo Bắc Mariana |
| --- | --------------- | -------------------- |
| Zachary Pangelinan 6', 21', 42', 54', 61' · Marvin Mendoza 56' · Elias Merfalen 57' · Alan Jamison 85' · Edward Calvo 91' | Chi tiết Report |                      |

### Giai đoạn hai
6 đội bóng được chia làm 2 bảng đấu vòng tròn 1 lượt chọn đội đầu bảng chơi trận chung kết vòng loại. Đội thắng trong trận này sẽ vào vòng chung kết.

#### Bảng A
| Đội               | Điểm | Số trận | Thắng | Hòa | Thua | Bàn thắng | Bàn thua | Hiệu số |
| ----------------- | ---- | ------- | ----- | --- | ---- | --------- | -------- | ------- |
| CHDCND Triều Tiên | 6    | 2       | 2     | 0   | 0    | 14        | 1        | 13      |
| Ma Cao            | 1    | 2       | 0     | 1   | 1    | 1         | 7        | -6      |
| Mông Cổ           | 1    | 2       | 0     | 1   | 1    | 0         | 7        | -7      |

| Ma Cao | 0-0      | Mông Cổ |
| ------ | -------- | ------- |
|        | Chi tiết |         |

| CHDCND Triều Tiên                                                        | 7-0      | Mông Cổ |
| ------------------------------------------------------------------------ | -------- | ------- |
| Ri Kum-Chol 27', 43' · Jong Tae-Se 29', 33', 34', 54' · Sin Yong-Nam 35' | Chi tiết |         |

| CHDCND Triều Tiên                                                             | 7-1      | Ma Cao            |
| ----------------------------------------------------------------------------- | -------- | ----------------- |
| Ri Kum-Chol 5', 18' · Jong Tae-Se 10' (pen), 12', 28', 60' · Pak Chung-Il 68' | Chi tiết | Chan Kin Seng 46' |

#### Bảng B
| Đội               | Điểm | Số trận | Thắng | Hòa | Thua | Bàn thắng | Bàn thua | Hiệu số |
| ----------------- | ---- | ------- | ----- | --- | ---- | --------- | -------- | ------- |
| Hồng Kông         | 4    | 2       | 1     | 1   | 0    | 16        | 2        | +14     |
| Đài Bắc Trung Hoa | 4    | 2       | 1     | 1   | 0    | 11        | 1        | +10     |
| Guam              | 0    | 2       | 0     | 0   | 2    | 1         | 25       | -24     |

| Guam | 0-10     | Đài Bắc Trung Hoa |
| ---- | -------- | --- |
|      | Chi tiết | Lo Chih En 7', 28', 72', 88' · Tsai Hui-Kai 20' · Feng Pao Hsing 25', 38' · Chen Po-Liang 52', 68' · Huang Cheng-Tsung 74' |

| Hồng Kông       | 1-1      | Đài Bắc Trung Hoa |
| --------------- | -------- | ----------------- |
| Lo Chi Kwan 56' | Chi tiết | Huang Wei Yi 51'  |

| Hồng Kông | 15-1     | Guam               |
| --- | -------- | ------------------ |
| Chan Siu Ki 4', 20', 36', 40', 50' · Lo Kwan Yee 8', 40' · Poon Yiu Cheuk 21' · Cheng Siu Wai 31' · Lo Chi Kwan 38' · Cristiano Preigchadt Cordeiro 56' · Dominic Gadia 67' (l.n.) · Law Chun Bong 73' · Gerard Ambassa Guy 76' · Luk Koon Pong 86' | Chi tiết | Chris Mendiola 33' |

#### Tranh hạng năm
| Guam                                              | 2-5      | Mông Cổ |
| ------------------------------------------------- | -------- | --- |
| Zachary Pangelinan 2' (pen) · Chris Mendiola 8' · | Chi tiết | Carlo Rey Tambora 24' (l.n.) · Bayarzorig Davaa 37', 42' · Bayasgalangiin Garidmagnai 46' · Anar Batchuluun 75' |

#### Tranh hạng ba
| Đài Bắc Trung Hoa | 7-2      | Ma Cao                                            |
| --- | -------- | ------------------------------------------------- |
| Huang Wei Yi 3' · Feng Pao Hsing 42' · Kuo Chun Yi 52' (pen) · Chen Po Liang 56' · Lo Chih En 57', 90+1' · Lo Chih An 79' | Chi tiết | Geofredo De Sousa Cheung 48' · Leong Chong In 78' |

#### Chung kết giai đoạn 2
| CHDCND Triều Tiên | 1-0      | Hồng Kông |
| ----------------- | -------- | --------- |
| Mun In-Guk 82'    | Chi tiết |           |

## Giải thưởng
| Thủ môn xuất sắc nhất | Hậu vệ xuất sắc nhất | Vua phá lưới | Cầu thủ xuất sắc nhất | Đội đoạt giải phong cách |
| --------------------- | -------------------- | ------------ | --------------------- | ------------------------ |
| Fan Chun Yip          | Nam Song-Chol        | Jong Tae-Se  | Mun In-Guk            | Ma Cao                   |

## Vòng chung kết
Vòng chung kết được tổ chức tại Trùng Khánh, Trung Quốc gồm 4 đội:
| VT | Đội               | ST | T | D | B | BT | BB | HS | Đ | Kết quả chung cuộc |
| -- | ----------------- | -- | - | - | - | -- | -- | -- | - | ------------------ |
| 1  | Hàn Quốc (C)      | 3  | 1 | 2 | 0 | 5  | 4  | +1 | 5 | Vô địch            |
| 2  | Nhật Bản          | 3  | 1 | 2 | 0 | 3  | 2  | +1 | 5 | Á quân             |
| 3  | Trung Quốc (H)    | 3  | 1 | 0 | 2 | 5  | 5  | 0  | 3 | Hạng ba            |
| 4  | CHDCND Triều Tiên | 3  | 0 | 2 | 1 | 3  | 5  | −2 | 2 | Hạng tư            |

| Trung Quốc                     | 2–3      | Hàn Quốc                                     |
| ------------------------------ | -------- | -------------------------------------------- |
| Chu Hải Tân 46' · Lưu Kiện 61' | Chi tiết | Park Chu-Young 42', 63' · Kwak Tae-Hwi 90+1' |

| Nhật Bản  | 1–1      | CHDCND Triều Tiên |
| --------- | -------- | ----------------- |
| Maeda 81' | Chi tiết | Jong Tae-Se 5'    |

| Trung Quốc | 0–1      | Nhật Bản   |
| ---------- | -------- | ---------- |
|            | Chi tiết | Yamase 17' |

| Hàn Quốc        | 1–1      | CHDCND Triều Tiên |
| --------------- | -------- | ----------------- |
| Yeom Ki-Hun 20' | Chi tiết | Jong Tae-Se 72'   |

| Nhật Bản   | 1–1      | Hàn Quốc        |
| ---------- | -------- | --------------- |
| Yamase 67' | Chi tiết | Yeom Ki-Hun 15' |

| Trung Quốc                                       | 3–1      | CHDCND Triều Tiên |
| ------------------------------------------------ | -------- | ----------------- |
| Chu Đình 45' · Vương Đống 55' · Hao Tuấn Mẫn 88' | Chi tiết | Ji Yun-Nam 35'    |

## Thứ hạng chung cuộc
| VT | Đội                  |
| -- | -------------------- |
| 1  | Hàn Quốc             |
| 2  | Nhật Bản             |
| 3  | Trung Quốc           |
| 4  | CHDCND Triều Tiên    |
| 5  | Hồng Kông            |
| 6  | Đài Bắc Trung Hoa    |
| 7  | Ma Cao               |
| 8  | Mông Cổ              |
| 9  | Guam                 |
| 10 | Quần đảo Bắc Mariana |

## Giải thưởng
| Thủ môn xuất sắc nhất | Hậu vệ xuất sắc nhất | Vua phá lưới                                       | Cầu thủ xuất sắc nhất | Đội đoạt giải phong cách |
| --------------------- | -------------------- | -------------------------------------------------- | --------------------- | ------------------------ |
| Ri Myong-Guk          | Nakazawa Yuji        | Yeom Ki-Hun Park Chu-Young Koji Yamase Jong Tae-Se | Kim Nam-Il            | Hàn Quốc                 |

### Vô địch
| Vô địch EAFF Cup 2008 Hàn Quốc Lần thứ hai |